# 高阳镇 (云阳县)
高阳镇，是中华人民共和国重庆市云阳县下辖的一个乡镇级行政单位。

## 行政区划
高阳镇下辖以下地区：
荣华街社区、高新街社区、梨树村、小安村、乐公村、鹿头村、青树村、团结村、皇城村、光明村、桂林村、白园村、明冲村、团堡村、建全村、金惠村和海坝村。